# Крушинський старостинський округ
Крушинський старостинський округ — старостинський округ в Україні, у Глевахівській громаді Фастівського району Київської області. Центр округу — с. Крушинка.
Площа — 47,922 км². Населення — 2120 осіб (2024).
Утворений 20 листопада 2020 рішенням Глевахівської селищної ради № 09-01-VIII «Про утворення старостинських округів та затвердження положення про старосту».

## Населені пункти
До складу округу входить 1 селище та 5 сіл.
| Статус | Назва         | Населення |
| ------ | ------------- | --------- |
| селище | Зелений Бір   | 822       |
| село   | Борисів       | 339       |
| село   | Дерев'янки    | 41        |
| село   | Залізне       | 443       |
| село   | Крушинка      | 460       |
| село   | Мала Бугаївка | 15        |

1. ↑  Рішення.